# Río Bacuranao
El río Bacuranao es un curso fluvial cubano que recorre 21.7 km del oeste de la isla. Nace en las Lllanuras de Habana-Matanzas, al este de la provincia de La Habana y fluye de sur a norte, desembocando en la ensenada de Bacuranao, en el estrecho de Florida. 
Su cuenca hidrográfica es de 62.15 km² y posee 6 afluentes. Su tramo se divide entre los municipios de La Habana del Este y Guanabacoa. 